# کولگانینو
کولگانینو (انگلیسی: Kulganino) یک شهرک در شهرستان بورزیانسکی باشقیرستان کشور روسیه است.